# ماساهيرو إيهجري
ماساهيرو إيهجري (باليابانية: 江尻 雅裕) (مواليد 10 فبراير 1975 م)، هو لاعب كرة قدم سابق كان يلعب كمدافع.